# Ferdinand von Luckner
Ferdinand Wilhelm Christoph greve von Luckner (27. oktober 1762 i Bad Oldesloe – 24. september 1815 i Lübeck) var en dansk diplomat, bror til grev Nikolaus von Luckner og far til grev Wilhelm von Luckner.
Han var yngre søn af grev Nikolaus Luckner, var ritmester og kgl. dansk chargé d'affaires i Wien 1788-89 og blev senere kgl. dansk gesandt i Polen og senere i Haag.
19. september 1797 ægtede han Hedewig Sophie von Brömbsen. Han fik tre sønner og blev stamfader til greverne Luckner i Dresden.